# Black Space Riders
Black Space Riders ist eine seit 2008 bestehende Band aus Münster, die ihre Musik als „New Wave of Heavy Psychedelic Space Rock“ beschreibt.

## Geschichte
Gegründet wurde die Black Space Riders im Jahre 2008 von Sänger JE und Schlagzeuger CRIP. Beide spielten zuvor in der 1989 gegründeten Münsteraner Band „Nuts 4 Guts“, die bis in das Jahr 2004 aktiv waren. Zusammen mit dem Gitarristen SLI und dem Bassisten SAQ wurde die erste Bandbesetzung im November 2010 komplettiert. Vor den Aufnahmen zu Light is the new black kam SEB in die Band und wurde auf dem 2014'er Album D:REI vollständig als zweiter Sänger integriert. Die Band hat fünf Studioalben und eine EP aufgenommen. Das Studioalbum Refugeum wurde von dem Online-Musikdienst Rhapsody in der Kategorie „Top Metal Album des Jahres 2015“ auf Platz sechs gewählt, das Magazin eclipsed wählte das Album in die Top 10 des Jahres 2015.

## Stil
Der Musikstil der Band hat sich seit ihrer Gründung 2008 stetig verändert. Zu Beginn dominierten Gitarrenwände, Rhythmus und Atmosphäre. „Musikalisch entsteht ein mächtiges Gebräu aus psychedelischem Doom-Space-Rock mit einer Portion Old-School-Metal.“  Die folgenden Alben der Black Space Riders zeigen zunehmend weitere musikalische Einflüsse. Neben Progressive Rock und Wave finden sich auf der 2016'er EP Beyond Refugeum auch erstmals Electronic, Drone und Techno in der Musik wieder. Auf dem 2018'er Album "Amoretum Vol.1 wurden die elektronischen Elemente wieder zurückgenommen, "...der Schwerpunkt liegt deutlich auf den Elementen „Heavy“ und „Rock“.

## Diskografie
Alben
- 2010: Black Space Riders (Sound Guerilla / DA Music)
- 2012: Light Is the New Black (Black Space Records / Cargo Records)
- 2014: Drei (Black Space Records / Cargo Records)
- 2015: Refugeum (Black Space Records / Cargo Records)
- 2016: Beyond Refugeum – EP (Black Space Records / Cargo Records)
- 2018: Amoretum Vol. 1 (Black Space Records / Cargo Records)
- 2018: Amoretum Vol. 2 (Black Space Records / Cargo Records)
- 2022: We Have Been Here Before (Black Space Records / Cargo Records)